# خورخي إلييثير جايتان
خورخي إلييثير جايتان (بالإسبانية: Jorge Eliécer Gaitán)‏ سياسي ومحامي كولومبي، وُلد في كوكونوبا في 23 يناير 1898. وتولى عمدة بوغوتا في عام 1936 ووزيرًا للتعليم عام 1940 ثم وزيرًا للصحة عام 1944. وكان عضوًا في البرلمان خلال الفترة ما بين 1929 و1948، ومرشحًا لرئاسة الجمهورية عن الحزب الليبرالي في الفترة من 1946 إلى 1950. واغُتيل في بوغوتا في 9 أبريل عام 1948، وقد أحدثت واقعة اغتياله احتجاجات شعبية واسعة عرفت باسم البوغوتاثو.

## وصلات خارجية
- خورخي إلييثير جايتان على موقع الموسوعة البريطانية (الإنجليزية)